# La ragazza del dipinto
La ragazza del dipinto (Belle) è un film del 2013 diretto da Amma Asante.
Film storico e drammatico scritto da Misan Sagay e prodotto da Damian Jones, con protagonisti Gugu Mbatha-Raw, Tom Wilkinson, Miranda Richardson, Penelope Wilton, Sam Reid, Matthew Goode, Emily Watson, Sarah Gadon, Tom Felton e James Norton.
Il film trae ispirazione dal ritratto del 1779 di Dido Elizabeth Belle accanto a sua cugina Lady Elizabeth Murray, a Kenwood House, che fu commissionato dal loro prozio, William Murray, I conte di Mansfield, allora Lord Chief Justice of England. Molto poco si conosce della vita di Dido Belle, che nacque nelle Indie Occidentali ed era la figlia meticcia illegittima del nipote di Mansfield. Il padre la trova che vive in povertà e la affida alle cure di Mansfield e di sua moglie.

## Trama
Dido Elizabeth Belle Lindsay è la figlia naturale del capitano Sir John Lindsay e di una donna di colore. La ragazza verrà cresciuta però come una vera aristocratica nell'Inghilterra del diciottesimo secolo. Il padre, prima di partire al comando di una nave, la affida alle cure dello zio, William Murray, I conte di Mansfield, che presiede la Suprema Corte del King's Bench. La sua condizione di mulatta non le consente di occupare in società la stessa posizione della cugina Elizabeth, insieme alla quale cresce nella casa di Mansfield, presso Hampstead, anche quando dopo la morte del padre diventa un'ereditiera con una cospicua rendita annua.
In casa dello zio Dido conosce il giovane figlio del vicario di Hampstead, John Davinier, che si occupa di legge e collabora con lo zio di Dido nello spinoso caso della nave Zong (Massacro della Zong). La decisione della questione giudiziaria spetta alla corte presieduta da Lord Mansfield, che è il giudice più alto in grado in tutto il Regno Unito. Tale caso riguarda la richiesta all'assicurazione, da parte dell'armatore della nave, di pagare il risarcimento per la morte degli schiavi di colore assicurati, morti durante il tragitto in mare. Il capitano della nave sostiene che gli schiavi siano stati gettati in mare per salvare l'equipaggio della nave, in quanto non vi era sufficiente acqua potabile per tutti. Da John Davinier, però, Dido viene a sapere che gli schiavi sono stati gettati in mare incatenati fra loro perché erano malati. Poiché essi erano stati assicurati per la vita, ma non per la malattia, la loro morte non sarebbe avvenuta per la necessità di salvare la nave, ma per ottenere dall'assicurazione una somma di denaro superiore a quella che si sarebbe ricavata vendendoli una volta arrivati a destinazione. La questione, in realtà, si colloca sullo sfondo più ampio del tema della legittimità dei principi su cui si fonda la schiavitù, fonte di ricchezza per molti mercanti inglesi e, in ultima analisi, dell'intero Regno Unito. Quando Lord Mansfield capisce quali siano le posizioni di Davinier, interrompe il suo apprendistato e gli proibisce di continuare a vedere Dido.
Le due cugine conoscono anche i due fratelli Ashford, che frequentano anche a Londra. Il maggiore dei due fratelli Ashford, che disprezza Dido per il colore della sua pelle, è interessato a contrarre un matrimonio di interesse, che gli consenta di ottenere i mezzi economici giudicati necessari per intraprendere una carriera politica di successo. Egli, seppure inizialmente interessato a Elizabeth, cessa di farle la corte non appena si saprà che la giovane non erediterà nulla delle fortune del padre. Il più giovane dei due fratelli, Oliver Ashford, corteggia invece Dido e, con l'assenso di Lord Mansfield, si fidanza con lei. Durante una festa il fratello maggiore manifesta apertamente il suo disprezzo per Dido, anche con un'aggressione fisica. Dido, intanto, si scopre innamorata di Davinier, benché lo sappia già promesso da tempo a un'altra fanciulla e inizia a frequentarlo di nascosto, affascinata dalla passione con cui il giovane lotta contro la tratta degli schiavi. In uno dei loro incontri Dido comunica a Davinier alcune prove, scoperte fra le carte dello zio, che smentiscono la versione dei fatti secondo cui la nave sarebbe stata impossibilitata a procurarsi l'acqua necessaria per far vivere anche il carico di schiavi.
Quando lo zio scopre la loro frequentazione, Davinier dichiara il proprio amore per la giovane mulatta e continua a perorare la causa degli schiavi di colore morti nel caso che Lord Mansfield è chiamato a decidere. Dido rompe il fidanzamento con il giovane Ashford, e Lord Manshfield decide il caso in favore degli assicuratori della nave, pronunciandosi così indirettamente contro il commercio degli schiavi. Il caso della Zong getta le basi per l'abolizione della schiavitù. Al termine del processo Lord Mansfield si offre di appoggiare la carriera di Davinier, che alla fine sposerà Dido.

## Produzione
Le riprese del film sono iniziate il 24 settembre e sono terminate il 9 novembre 2012 e si sono svolte nel Regno Unito, tra cui nelle città di Londra, Oxford, e nei Pinewood Studios.
Per il ruolo di John Davinier fu inizialmente scelto l'attore Sam Claflin, il quale dovette rinunciare al progetto per il conflitto con altre riprese, e fu sostituito da Sam Reid.

## Promozione
Il primo trailer viene diffuso il 15 ottobre 2013.

## Distribuzione
La pellicola è stata presentata in anteprima mondiale al Toronto International Film Festival l'8 settembre 2013 e poi distribuita nelle sale cinematografiche statunitensi a partire dal 4 maggio 2014.. In Italia è stato distribuito il 28 agosto 2014

## Riconoscimenti
- 2015 - Empire Awards[9]
  - Candidatura per il miglior debutto femminile a Gugu Mbatha-Raw
- 2015 - Satellite Awards
  - Candidatura per la migliore attrice a Gugu Mbatha-Raw
  - Candidatura per i migliori costumi a Anushia Nieradzik